# Vaughan Williams Memorial Library
La Vaughan Williams Memorial Library (VWML) è la biblioteca e l'archivio della English Folk Dance and Song Society (EFDSS), situata nella sede centrale londinese della società, la Cecil Sharp House.

## Storia
Si tratta di una biblioteca multimediale che comprende libri, periodici, materiali audiovisivi, immagini fotografiche e registrazioni sonore, oltre a manoscritti, note a margine, trascrizioni ecc. di alcuni tra i più illustri collezionisti di musica popolare e tradizioni di danza del Isole britanniche. Secondo A Dictionary of English Folklore, "... con un graduale processo di professionalizzazione, il VWML è diventato la più importante concentrazione di materiale sulla canzone, la danza e la musica tradizionali nel paese". Prende il nome da Ralph Vaughan Williams, compositore, collezionista ed ex presidente dell'EFDSS, scomparso nel 1958.
Precedentemente era nota come Cecil Sharp Library, perché i suoi libri costituivano la maggior parte delle proprietà originali, ma nel corso degli anni la biblioteca ha aggiunto raccolte di letteratura, di suoni e manoscritti di altri eminenti folcloristi e collezionisti come Lucy Broadwood, Janet Blunt , Anne Gilchrist, George Butterworth, i fratelli Hammond e George Gardiner. Contiene anche copie di documenti e quaderni di Sabine Baring-Gould, Ralph Vaughan Williams, Alfred Williams e James Madison Carpenter; e le sessioni di registrazione di Percy Grainger, Mike Yates e BBC Folk Music Archive.
Tra gli argomenti trattati: canzone folk/tradizionale/popolare, Child Ballads, ballate Broadside, canzoni industriali/professionali, canti marinareschi, giochi di canto, filastrocche, grida di strada, canti di Natale/inni, canoni perpetui/glee/brani a più voci, music hall, danza rituale/cerimoniale, ballo del Morris/danza delle spade e molto altro ancora.

## Archivio online
Nel maggio 2006 è stato lanciato VWML Online che ospita una serie di indici delle raccolte di manoscritti della biblioteca, insieme al suo indice delle commedie di mimo e agli index Roud Folk Song e Broadside, il più grande del loro genere in lingua inglese.
Il materiale online è stato ampliato con l'aggiunta di un catalogo della collezione di libri lasciato in eredità dall'eminente studioso di musica popolare Leslie Shepard. Si prevede di estendere questo catalogo con gli altri supporti elettronici disponibili nell'archivio prima di convertire i cataloghi di carte esistenti.
Gli archivi di sei tra i più importanti collezionisti di canzoni popolari del Regno Unito sono disponibili anche online come "Take 6 archive" che include sia i loro indici che oltre 22.000 immagini di materiale raccolto, tra cui oltre 5.000 canzoni.
Infine, sia i diari appalachi di Cecil Sharp del 1915-1918 (in forma di manoscritto che di trascrizione) e oltre 300 immagini tratte dalla sua collezione fotografica sono disponibili per la visualizzazione online. Questi ultimi sono in gran parte ritratti di collaboratori delle sue raccolte musicali del Nord America e dell'Inghilterra.